# Hans Fleischer (Hörfunkmoderator)
Hans „Hannes“ Fleischer (* 27. April 1896 in Schwerin; † 28. Januar 1975 in Hamburg) war ein deutscher Rezitator und Hörfunksprecher.

## Leben
1896 als Sohn eines die Rezitation liebenden Uhrmachers in Schwerin geboren, konnte Fleischer seinen Schulkameraden bereits im jugendlichen Alter Werke von John Brinckman, Fritz Reuter und Rudolf Tarnow auswendig vortragen.
Zunächst im Handwerk tätig, kam er über Rostock und Berlin nach Hamburg, wo er sich 1923 entschloss, das Rezitieren zum Beruf zu machen. Bereits 1924 engagierte ihn der Rundfunk, der fortan dreimal in der Woche die Sendung Plauderei mit Hannes mit ihm ausstrahlte. Lesungen, Kinderfunkstunden und bunte Abende, bei denen Fleischer vor allem niederdeutsche Literatur brachte, folgten. Bald galt er als einer der volkstümlichsten Vortragskünstler im niederdeutschen Sprachraum.
Nachdem Fleischers Hamburger Wohnung 1943 durch Bomben zerstört worden war, lebte er zunächst in Bremervörde, kehrte jedoch bald in die Hansestadt nach Poppenbüttel zurück. Er lebte dort in einer kleinen Wohnung im Spital zum Heiligen Geist.
Am 16. September 1970 sprach Hannes Fleischer für die Schallplatte noch einmal Johannes Gillhoffs Jürnjakob Swehn, eine seiner bekanntesten Rezitationen. Hermann Claudius hatte Jahre zuvor in seinem Skizzenbuch meiner Begegnungen über genau diese Rezitation, die Fleischer wie Vieles aus dem Gedächtnis sprechen konnte, berichtet:
Und der da als Nacherzähler etwas vorgebeugt in den Lampenschein sann, war je länger desto deutlicher nicht mehr Hannes Fleischer aus Bremervörde, sondern Jürnjakob Swehn, der alte Mecklenburger Bauer, der drüben in Amerika sein Heimweh in Briefe auslaufen ließ, um es ertragen zu können. Der Klang der Sprache, der Rhythmus der Worte, jede Geste der Hand und das versteckte Grienen.
Fleischer rezitierte auch Fritz Reuter, Otto Metterhausen und Richard Wossidlo auf Schallplatte.

## Auszeichnung
- 1966 erhielt Fleischer den Richard-Ohnsorg-Preis der Hamburger Alfred Toepfer Stiftung F.V.S.

| Personendaten    | Personendaten                           |
| ---------------- | --------------------------------------- |
| NAME             | Fleischer, Hans                         |
| ALTERNATIVNAMEN  | Fleischer, Hannes (Spitzname)           |
| KURZBESCHREIBUNG | deutscher Rezitator und Hörfunksprecher |
| GEBURTSDATUM     | 27. April 1896                          |
| GEBURTSORT       | Schwerin                                |
| STERBEDATUM      | 28. Januar 1975                         |
| STERBEORT        | Hamburg                                 |